# Dostoevskij (miniserie televisiva)
Dostoevskij è una miniserie televisiva italiana ideata, scritta e diretta da Damiano e Fabio D'Innocenzo.

## Trama
Enzo Vitello è un poliziotto tormentato dal difficile rapporto con la figlia Ambra, abbandonata da tempo e sulla via della tossicodipendenza. Presto dovrà confrontarsi con un serial killer, chiamato da lui e dai suoi colleghi Dostoevskij, questo perché dopo aver ucciso lascia dei messaggi con riflessioni sul senso della vita e della morte.

## Distribuzione
È stata presentata in anteprima alla 74ª edizione del Festival Internazionale del Cinema di Berlino, venendo poi distribuita in maniera limitata al cinema da Vision Distribution dall’11 al 17 luglio. È stata interamente trasmessa il 27 novembre 2024 su Sky Atlantic.

## Puntate
| nº | Titolo                          | Prima TV         |
| -- | ------------------------------- | ---------------- |
| 1  | Dostoevskij                     | 27 novembre 2024 |
| 2  | La città dei figli sbagliati    | 27 novembre 2024 |
| 3  | Il contenitore                  | 27 novembre 2024 |
| 4  | Porte                           | 27 novembre 2024 |
| 5  | Mai vista stagione peggiore     | 27 novembre 2024 |
| 6  | Non siate crudeli con un finale | 27 novembre 2024 |

## Accoglienza
La serie è stata accolta con recensioni entusiastiche da parte della critica televisiva.
Ottiene la riconoscenza di eccellenza come Film della critica da parte del Sindacato nazionale giornalisti cinematografici italiani

## Riconoscimenti
- 2025 – David di Donatello[8]
  - Candidatura al miglior autore della fotografia a Matteo Cocco
  - Candidatura al miglior montatore a Walter Fasano
- 2025 – Nastri d'argento - Grandi Serie[9][10]
  - Miglior attore protagonista a Filippo Timi
  - Nastro D’Argento Speciale per l’autorialità cinematografica ai Fratelli D’Innocenzo
  - Candidatura alla miglior serie crime
  - Candidatura alla miglior attore non protagonista a Gabriel Montesi
  - Candidatura alla miglior attrice non protagonista a Carlotta Gamba